# کیلی (قمر)
کیلی ((به انگلیسی: Kale) (به یونانی: Καλή)) که با نام ژوپیترXXXVII هم خوانده می‌شود، از قمرهای سیاره مشتری است. این قمر در سال۲۰۰۱ توسط تیمی از ستاره شناسان دانشگاه هاوایی به رهبری اسکات اس.شپرد کشف شد؛ و با نام موقت اس/۲۰۰۱ جی ۸ نامگذاری شد.
کیلی حدود ۲ کیلومتر قطر دارد. متوسط مدارش ۲۲٬۴۰۹ مگامتر است و دوره آن ۶۸۵٫۳۲۴ روز بوده و انحراف آن ۱۶۵ درجه نسبت به دائرةالبروج و (۱۶۶ درجه نسبت به استوای مشتری) است. حرکت این قمر رجوعی و خروج از مرکز مدار آن ۰٫۲۰۱۱ است.در ماه اوت ۲۰۰۳ به نام کیلی یکی از خاریتس (به زبان یونانی Χάριτες، به زبان لاتینی Gratiae, "Graces) و از دختران زئوس نامیده شد. براساس نظر تعدادی از نویسندگان کیلی همسر هفائستوس است. (هر چند عده‌ای آفرودیته را همسر هفائستوس می‌دانند).
این قمر به گروه کارمی تعلق دارد که قمرهای نامنظمی دارد که با حرکت مخالف گرد و فاصله بین ۲۳ و ۲۴ گیگا متر وانحراف ۱۶۵درجه بدور مشتری می‌چرخند.